# Ekström & Garay
Ekström & Garay, med säte i Lund, är ett svenskt förlag som grundades 2019 av Tomas Ekström och Melker Garay. 
Ekström & Garay är dels ett traditionellt förlag, dels ett hybridförlag. Förlaget ger även ut litterära klassiker. Vidare har förlaget tidigare givit ut nättidskrifterna Opulens och 
Magasin Konkret, men 2022 övertogs ägandet av Opulens redaktörer. Förlaget Ekström & Garay såldes till Hoi Publishing AB år 2024.
I sin traditionella utgivning har förlaget bland annat gett ut lyrik av Paul Valery, Stina Nilsson Bassell och Bengt Berg; prosa av Reidar Jönsson, Stephen King, Diana Meur, Clara Usón, Katarina Mazetti, Lena Stiessel och Tom Sandqvist samt filosofi av Walter Benjamin, Giorgio Agamben och Bernt Gustavsson. I klassikersegmentet kan Victoria Benedictsson och H.C. Andersen nämnas.
Traditionell utgivning av etablerade författare står dock enligt förlaget själva för endast 5 procent av de publicerade böckerna, något som Melker Garay har varit tydlig med i media. Den absoluta lejonparten av de utgivna böckerna utgörs i stället av så kallad hybridutgivning, där författaren själv medfinansierar utgivningen. Ekström & Garays hybridutgivning har i flera omgångar varit föremål för kritik i den offentliga debatten, där det hävdats att de skor sig på människor med författardrömmar genom att inte sålla i sin utgivning och låta oerfarna författare betala stora summor för att ge ut undermåliga manus som inte kommer att sälja. SVT har i en granskning av hybridförlagsbranschen visat att förlaget erbjudit blancolån till aspirerande författare som vill finansiera sin hybridutgivning.